# Wikipédia en silésien
Wikipédia en silésien (en silésien : Ślůnsko Wikipedyjo) est l’édition de Wikipédia en silésien, langue léchitique (langue slave) parlée en Pologne et en Tchéquie. L'édition est lancée le 26 mai 2008,,,,. Son code est : szl.
Au 22 mars 2025, l'édition en silésien contient 58 808 articles et compte 26 843 contributeurs, dont 45 contributeurs actifs et 3 administrateurs.

## Présentation

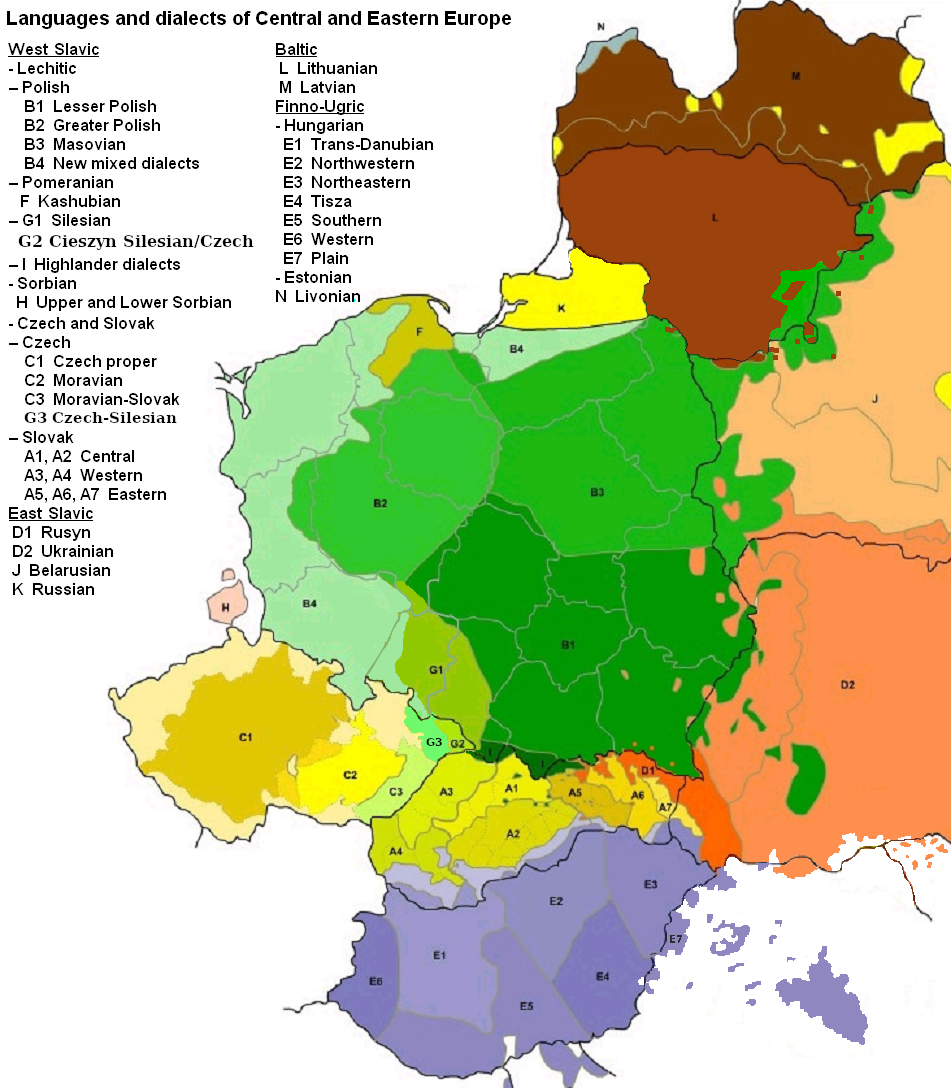
Aire de diffusion du silésien (G1 et G2 sur la carte).

## Statistiques
- En février 2009, l'édition en silésien compte quelque 1 100 articles et 1 600 utilisateurs enregistrés.
- Le 1er novembre 2022, elle contient 55 952 articles et compte 22 117 contributeurs, dont 50 contributeurs actifs et 3 administrateurs.
- Le 28 août 2024, elle contient 58 147 articles et compte 25 766 contributeurs, dont 42 contributeurs actifs et 3 administrateurs.